# Parachtes deminutus
Parachtes deminutus är en spindelart som först beskrevs av Denis 1957.  Parachtes deminutus ingår i släktet Parachtes och familjen ringögonspindlar.
Artens utbredningsområde är Spanien. Inga underarter finns listade i Catalogue of Life.